# La Palma Capadero
La Palma Capadero är en ort i Mexiko.   Den ligger i kommunen Ixhuatlán de Madero och delstaten Veracruz, i den sydöstra delen av landet, 180 km nordost om huvudstaden Mexico City. La Palma Capadero ligger 189 meter över havet och antalet invånare är 276.
Terrängen runt La Palma Capadero är kuperad västerut, men österut är den platt. Runt La Palma Capadero är det ganska tätbefolkat, med 52 invånare per kvadratkilometer. Närmaste större samhälle är La Ceiba, 11,0 km norr om La Palma Capadero. Omgivningarna runt La Palma Capadero är en mosaik av jordbruksmark och naturlig växtlighet.